# Symphony
Symphony — коммуникационная программа-клиент, позволяющая пользователям общаться друг с другом в реальном времени. Была создана для использования в финансовых компаниях. Поддерживает шифрование, групповой обмен сообщениями, обмен расширенным контентом и сторонние плагины. Symphony разработан компанией Symphony Communication Services.

## История создания
Технология была впервые создана компанией Goldman Sachs как внутренняя система обмена сообщениями под названием Live Current. В октябре 2014 года Goldman Sachs совместно с 14 другими финансовыми учреждениями создали и инвестировали 66 миллионов долларов в Symphony Communication Services LLC и приобрели приложение для безопасной связи Perzo, которое обеспечивало сквозное шифрование сообщений.
15 сентября 2015 года компания Symphony публично сообщила о выпуске своей платформы и объявила о партнерстве с Dow Jones, S&P Global и Selerity. В соответствии с принятым соглашением S&P Global предоставляет свой инструмент финансовой информации, Dow Jones интегрирует свою новостную ленту, содержащую около 10 000 статей, а Selerity будет доставлять контекстно-релевантные новости, исследования и собственные уведомления о последних новостях непосредственно на платформу Symphony.

## Финансирование
В сентябре 2014 года в Symphony инвестировали пятнадцать финансовых фирм: Bank of America, BNY Mellon, BlackRock, Citadel, Citi, Credit Suisse, Deutsche Bank, Goldman Sachs, HSBC, Jefferies, JPMorgan, Maverick, Morgan Stanley, Nomura и Wells Fargo.
В октябре 2015 года Symphony объявила о привлечении 100 миллионов долларов в рамках нового раунда финансирования, возглавляемого Google, с дополнительными инвестициями от Lakestar, Natixis, Société Générale, UBS Group и венчурного инвестора Merus Capital.
В мае 2017 года 63 миллиона долларов дополнительного финансирования были получены от BNP Paribas, а также от существующих инвесторов, в результате чего общая стоимость компании превысила 1 миллиард долларов.

## Лицензия
Фонд Symphony Software Foundation объявил, что будет использовать лицензию Apache License 2.0 для предоставления программного обеспечения с открытым исходным кодом. Новые разработки будут доступны на хостинге GitHub.